# لاري كراون
لاري كراون (بالإنجليزية: Larry Crowne)‏ هو فيلم كوميدي تم إنتاجه في كندا والولايات المتحدة وصدر في سنة 2011. الفيلم من إخراج توم هانكس وكتابة توم هانكس ونيا فاردالوس. من بطولة توم هانكس وجوليا روبرتس وسيدريك ذا انترتينر وتاراجي بيندا هينسون.

## القصة
يدور الفيلم حول لاري كراون (توم هانكس) الذي خسر وظيفته مؤخرا، وهو رجل في منتصف العمر فيقرر ان يعيد تكوين نفسه من خلال العودة إلى الكلية للبدء من جديد ،فيتعرف على أستاذته مرسيدس (جوليا روبرتس)، التي تعاني من روتين حياتها وخيبة أملها في زواجها...ومع توالي الأحداث يقع الاثنان في الحب ويكتشف لاري مدى روعة هذا الذي حدث له، والذي جعله يبدأ الاستمتاع بحياته بشكل أفضل.

## الميزانية والإيرادات
بلغت تكلفة إنتاج الفيلم حوالي 30 مليون دولار بينما حقق أرباحا تقدر بـ $68,608,245.

## وصلات خارجية
- لاري كراون على موقع IMDb (الإنجليزية)
- لاري كراون على موقع ميتاكريتيك (الإنجليزية)
- لاري كراون على موقع الموسوعة البريطانية (الإنجليزية)
- لاري كراون على موقع روتن توميتوز (الإنجليزية)
- لاري كراون على موقع نتفليكس (الإنجليزية)
- لاري كراون على موقع قاعدة بيانات الأفلام العربية
- لاري كراون على موقع ألو سيني (الفرنسية)
- لاري كراون على موقع Turner Classic Movies (الإنجليزية)
- لاري كراون على موقع أول موفي (الإنجليزية)
- لاري كراون على موقع بوكس أوفيس موجو (الإنجليزية)